# Glen Harris
Glen Harris är en dal i Storbritannien.   Den ligger i kommunen Highland och riksdelen Skottland, i den nordvästra delen av landet, 700 km nordväst om huvudstaden London. Glen Harris ligger på ön Rùm.